# Kwela
Kwela är en musikstil, ofta spelad på tin whistle. Musikstilen härstammar från södra Afrika.

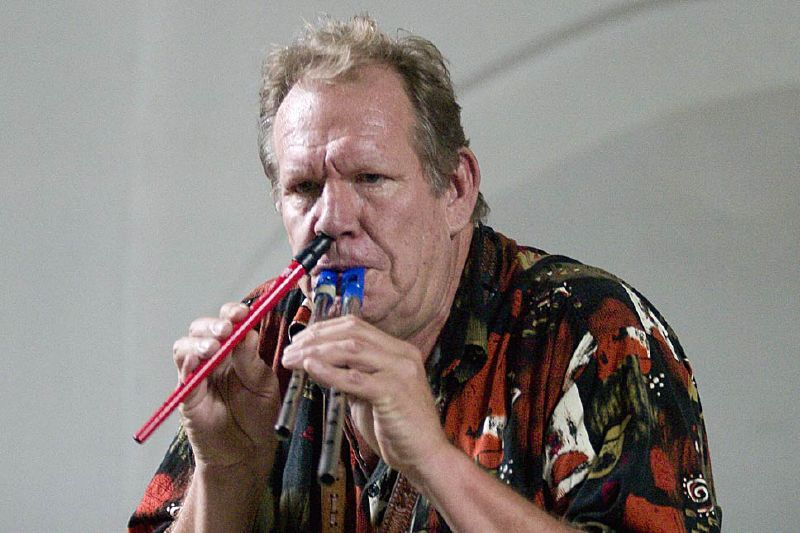
Sean Bergin, spelar kwela

## Ursprung
Den vanligaste förklaringen till ordet "kwela" är att det är hämtat från zulu för "klättra", även om det i townshipslang också syftade på polisbilar, "kwela-kwela". Det kan alltså vara en inbjudan att vara med på dansen, samt fungera som en varning. Det sägs att de unga männen som spelade tin whistle i gathörn också fungerade som utkik för att varna dem som trivdes i shebeens för polisens ankomst. Vita människor, omedvetna om dess innebörd, trodde sedan att det hänvisade till musiken när de hörde folk ropa "Här kommer kwelan, kwela!", en varning för polisens närvaro.
Kwelamusiken påverkades av att blanda musiken från malawiska invandrare till Sydafrika med de lokala sydafrikanska ljuden. I chichewa har "kwela" en liknande betydelse som den sydafrikanska: "att klättra". Musiken populariserades i Sydafrika och fördes sedan till Malawi, där samtida malawiska artister också har börjat producera kwelamusik.